# Kurt Capellmann
Kurt Capellmann (* 25. März 1923 in Haaren; † 15. Dezember 1995 in Aachen) war ein deutscher Reiter, Reitsportfunktionär sowie Unternehmer.

## Leben und Wirken
Der Sohn des Verlegers Paul Capellmann (1887–1947) und der Verlegerin Georgette Talbot (1893–1991), Tochter des Waggonfabrikanten Georg Talbot zog mit seinen Eltern 1940 nach München, wo sein Vater die Leitung des Prestel-Verlags übernommen hatte. Das Abitur absolvierte er auf dem Internat Schloss Neubeuern und trat dann als Rekrut der Kavallerie bei. Von 1942 bis 1944 nahm er als Brigadeordonnanzoffizier am Russlandfeldzug teil und wurde nach einer Verwundung zur Heeres-Reitschule in Potsdam-Krampnitz zurückbeordert.
Nach dem Krieg kehrte Capellmann in seine Heimat zurück und ließ sich auf Gut Heidchen in Würselen nieder, welches er nach dem Krieg übernommen hatte und nach den Kriegszerstörungen wieder aufbauen ließ. Er baute das Gut zu einem landwirtschaftlichen Reiterhof aus und wandte sich verstärkt dem Reitsport zu. Capellmann begann als Springreiter und spezialisierte sich nach 16 Jahren des Turniersports in der S-Klasse auf die Dressur. Er gehörte insgesamt 32 Jahre lang dem deutschen A-Kader an und gewann unter anderem 1965 den Grand Prix Special beim CHIO Aachen. Dabei wurde er unter anderem trainiert von dem Oberbereiter der spanischen Hofreitschule Georg Wahl.
Nachdem Capellmann bereits 1949 zu den Gründungsmitgliedern des „Amateur Reiter- und Fahrerverbandes“ gehört hatte, übernahm er 1964 den Vorsitz im Deutschen Reiter- und Fahrerverband, zu dem sich der Amateurverband mittlerweile entwickelt hatte. Einige Jahre später wurde er zum Vorsitzenden des Deutschen Olympiade-Komitees für Reiterei (DOKR) gewählt und war ferner 25 Jahre lang Vizepräsident und Sportreferent und schließlich von 1991 bis 1993 auch Präsident des Aachen-Laurensberger Rennvereins (ALRV).
Für seine Verdienste um den Reitsport wurde Capellmann 1967 mit der St. Georgs-Medaille des Pferdesportverbandes Rheinland (PSVR) und 1983 mit der Großen Medaille des PSVR ausgezeichnet.

## Unternehmertätigkeit
Über seine Mutter Georgette Talbot, eine Schwester des Waggonfabrikanten Richard Talbot, war Capellmann auch in die Belange der Waggonfabrik Talbot involviert worden, da Richard keine männlichen Nachkommen hatte. 1975 wurde Capellmann dann als Nachfolger seines Onkels mit der Übernahme der Waggonfabrik betraut, die er bis zur Überführung in den kanadischen Mischkonzern Bombardier im Jahr 1995 als Geschäftsführender Gesellschafter hauptverantwortlich leitete.
Darüber hinaus gehörte Capellmann im November 1977 zu den Gründungsmitgliedern des Marketings-Clubs Aachen, dem er als erster Präsident mehr als zwölf Jahre vorstand.

## Familie
Kurt Capellmann war dreimal verheiratet, zuletzt seit 1956 mit Helga Schirmer. Mit ihr hatte er die Töchter Gina Capellmann-Lütkemeier und Nadine Capellmann, die beide professionelle Dressurreiterinnen geworden sind. Ebenso strebt seine Enkelin Fabienne Lütkemeier eine internationale Reiterkarriere an. Kurt Capellmann fand seine letzte Ruhestätte in der Familiengruft der Familie Talbot-Capellmann auf dem Aachener Ostfriedhof.